# Peter Kuiper
Peter „Pit“ Kuiper (* 30. März 1929 in Langsa, Niederländisch-Indien als Pieter Kuiper; † 28. September 2007 in Berlin) war ein deutsch-niederländischer Schauspieler.

## Leben

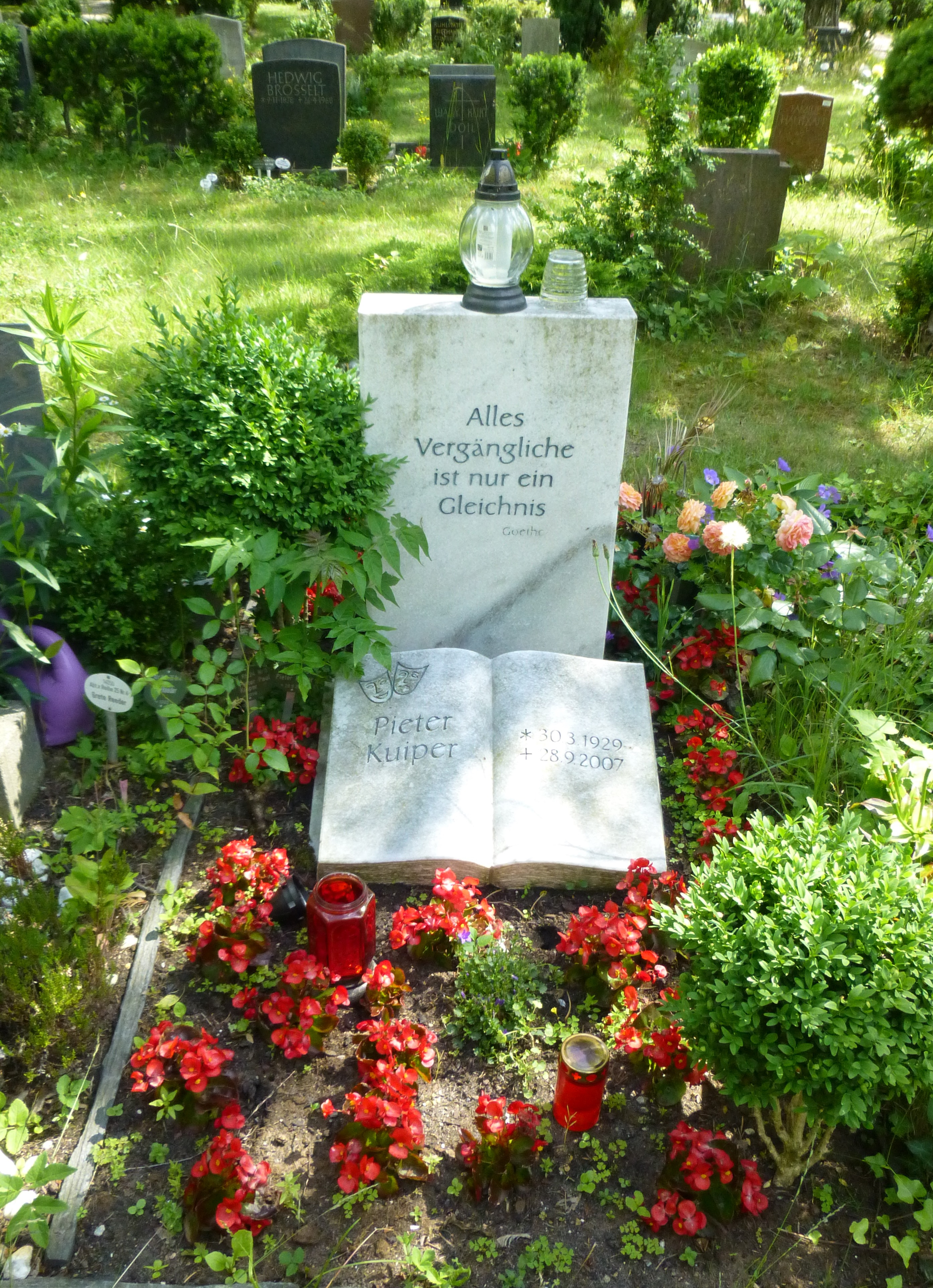
Alter St.-Matthäus-Kirchhof Berlin, Grabstätte Pieter Kuiper

Kuiper besuchte von 1960 bis 1962 die Landesmusik- und Schauspielschule Hannover. Er wurde durch seine Rollen in den Serien Derrick, Für alle Fälle Stefanie, Sonderdezernat K1  und Der Alte einem breiten Publikum bekannt. Ferner spielte er in Otto – Der Film und in Rainer Werner Fassbinders Berlin Alexanderplatz mit. Für seinen Auftritt in der Folge Tod am Bahngleis in der Serie Derrick erhielt Kuiper die Auszeichnung Schauspieler des Jahres 1975.
Kuiper spielte ebenfalls Theater und stand bis zuletzt auf der Bühne; mit Produktionen wie Die Strohpuppe und Boulevard der Dämmerung tourte er durch Deutschland. Am 28. Oktober 2007 sollte Kuiper in Ibsens Drama Gespenster auftreten.
Am 28. September 2007 starb Peter Kuiper im Alter von 78 Jahren in Berlin. Seine Grabstätte befindet sich auf dem alten St.-Matthäus-Kirchhof in Berlin-Schöneberg.

## Filmografie (Auswahl)
- 1959: Arzt aus Leidenschaft
- 1960: Stahlnetz: Die Zeugin im grünen Rock
- 1965: Das Kriminalmuseum: Die Mütze
- 1965: Mordnacht in Manhattan
- 1966: Der Fall der Generale
- 1966: Hafenpolizei: Die Schlankheitskur
- 1967: Die fünfte Kolonne: Der Fall Schurzheim
- 1967: Kampf um Kautschuk
- 1967: Tragödie in einer Wohnwagenstadt
- 1968: Der Fall Tuchatschewskij
- 1969: Das Geheimnis von Santa Vittoria
- 1970: Der Kommissar: Die kleine Schubelik
- 1971: Kein Geldschrank geht von selber auf
- 1974: Tatort – Kneipenbekanntschaft
- 1975: Der Kommissar: Fährt der Zug nach Italien?
- 1975: Derrick: Tod am Bahngleis (Folge 5)
- 1975: Eurogang: Blüten für Frankfurt
- 1976: Die Emigranten
- 1976: Die Elixiere des Teufels
- 1977: Derrick: Tod des Wucherers (Folge 34)
- 1978: Der Schimmelreiter
- 1978: Wege in der Nacht
- 1979: Es begann bei Tiffany
- 1979: Berlin Alexanderplatz
- 1979: Der Idiot im Hintergrund
- 1981: Collin
- 1981: Derrick: Der Untermieter (Folge 87)
- 1981: Sonderdezernat K1: Die Rache eines V-Mannes
- 1983: Der Schnüffler
- 1983: Plem, Plem – Die Schule brennt
- 1984: Abgehört
- 1984: Tatort – Freiwild
- 1985: Derrick: Tod eines jungen Mädchens (Folge 133)
- 1985: Otto – Der Film
- 1985: Die Krimistunde (Fernsehserie, Folge 19, Episode: "Mord mit Verzögerung")
- 1986: Die Stadtpiraten
- 1986: Der Alte: Das Attentat (Folge 102)
- 1990: Derrick: Judith (Folge 185)
- 1993: Im Namen des Gesetzes (1. Staffel)
- 1994: Cornelius hilft
- 1995: Der Mann ohne Schatten
- 1995: Für alle Fälle Stefanie
- 1995: Derrick: Ruth und die Mörderwelt (Folge 257)
- 1996: Im Namen des Gesetzes
- 1997: Parkhotel Stern
- 1999: Der Alte: Tod eines Polizisten (Folge 251)
- 2002: Das unbezähmbare Herz
- 2003: Unser Charly
- 2006: Was am Ende zählt

## Theater
- 1993: William Shakespeare: Coriolan (Volskischer Senator/Lord) – Regie: Deborah Warner (Salzburger Festspiele – Felsenreitschule)

## Hörspiele
- 1993: Dashiell Hammett: Zwei scharfe Messer – Regie: Hartmut Kirste (Kriminalhörspiel – SDR)